# قائمة المواقع المسيحية المقدسة في الأراضي المقدسة

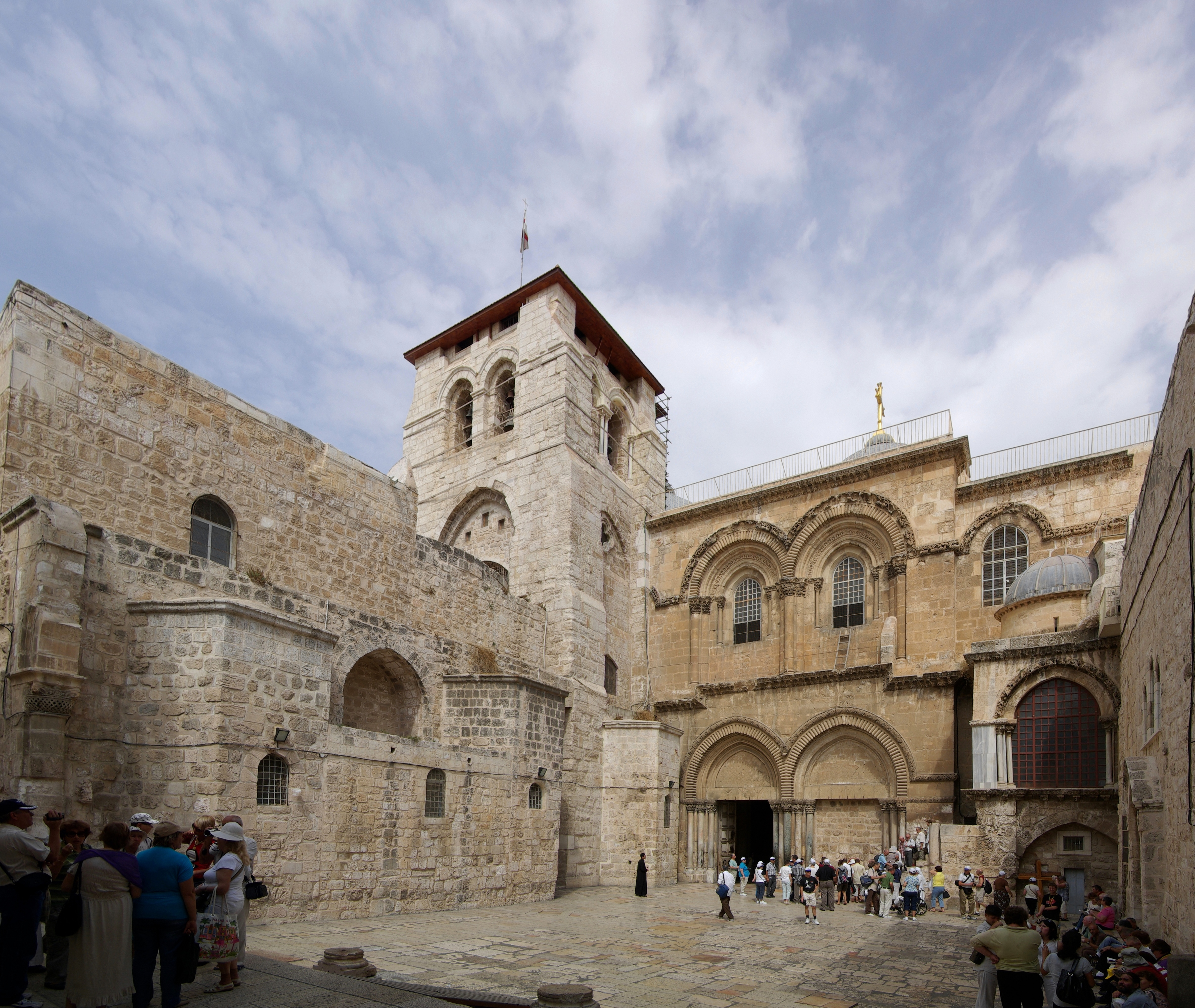
كنيسة القيامة في القدس الشرقية؛ تُعتبر الكنيسة أقدس الكنائس المسيحية والأكثر أهمية في العالم المسيحي وتحتوي الكنيسة وفق المعتقدات المسيحية على المكان الذي دفن فيه يسوع.

قائمة المواقع المسيحية المقدسة في الأراضي المقدسة كمصطلح جغرافي، يشمل وصف «الأراضي المقدسة» في المسيحية بشكل فضفاض فلسطين التاريخية (إسرائيل المعاصرة ودولة فلسطين) ولبنان وغرب الأردن وجنوب غرب سوريا. تعتبر فلسطين التاريخية مهد الديانة المسيحية، فتعتبر كنيسة القيامة أهم كنيسة في العالم المسيحي في القدس حيث صُلِبَ ومات وقام يسوع المسيح، ثم كنيسة المهد في بيت لحم، حيث وُلِدَ يسوع المسيح وتُعْتَبَر كنيسة المهد من أقدم الكنائس في العالم، بعد ذلك تأتي كنيسة البشارة في الناصرة، حيث عاش وكبر السيد المسيح، وبنيت هذه الكنيسة في المكان الذي يعتقد فيه المسيحيين أن الملاك جبرائيل بشّر مريم العذراء. كما تُعْتَبَر فلسطين التاريخية بلادًا مقدسةُ، إذْ، بحسب الإيمان المسيحي فيها وُلِدَ وعاش يسوع المسيح ورسله وحدثت معظم الأحداث المذكورة في العهد الجديد والعديد من الأحداث المذكورة في العهد القديم. وحسب التراث المسيحي انطلقت البشارة المسيحية من منطقة الجليل ويهوذا، أي من شمالي فلسطين وأوساطها، وانتشرت في أنحاء العالم.
كان السبب الرسمي المعلن للحملات الصليبية الصعوبات التي تعرض لها الحجاج المسيحيون في الوصول إلى الأماكن المسيحيّة المقدسة وهدم كنيسة القيامة. لعبت الأماكن المسيحيّة المقدسة في فلسطين دورًا هامًا في حياة المسيحيين الفلسطينيين، وكانت مصدر نزاع دائم بين الكنائس المسيحية إلى أن حدد العثمانيون سنة 1856 حقوق كل طائفة وواجباتها في الأماكن المقدسة وفق الوضع الذي كان جاريًا في ذلك العام. وهو ما يُعرف بنظام الستاتو كو، الذي لا تزال الطوائف المسيحية تسير عليه فيما يتعلق بتفاصيل حقوقها في الأماكن المقدسة خاصًة في كنيسة القيامة في مدينة القدس، وكنيسة المهد في بيت لحم. كان البحث عن الأماكن المقدسة المسيحية أساس علم الآثار التوراتية في القرن التاسع عشر في سوريا العثمانية وفيما بعد الانتداب البريطاني على فلسطين. عقب قيام دولة إسرائيل عام 1948، تقع اليوم عدد من المواقع المسيحية المقدسة فيها، وعقب حرب 1967 احتلت إسرائيل مدينة القدس وبالتالي تقع المواقع المسيحية المقدسة في القدس تحت السيطرة الإسرائيلية.
بعد تحوّل الإمبراطور قسطنطين إلى المسيحية في بداية القرن الرابع، انتهى رسميًا عصر الاضطهادات مما فسح للكنيسة المسيحية المجال كي تنظم نفسها وتنتشر وتزداد نشاطًا تبشيريّا؛ فبنيت الكنائس الكبرى في الأماكن المقدسة بحسب العقيدة المسيحية وذلك على يد الإمبراطورة هيلانة والدة الإمبراطور قسطنطين، ومنها كنيسة القيامة سنة 335، وجبل الزيتون، وجبل صهيون، وكنيسة المهد وغيرها، ممّا مهّد حركة الحج المسيحية للأماكن المقدسة الخاصة بها. وقد برز في تلك الفترة كيرلس الأورشليمي (313-387) الذي بقي أسقفًا على مدينة القدس لمدة 48 عامًا، وقد ازدهرت في زمانه الحياة الليتورجيّة في الأماكن المسيحية المقدسة.

## تاريخ

### خلفية وتاريخ مبكر

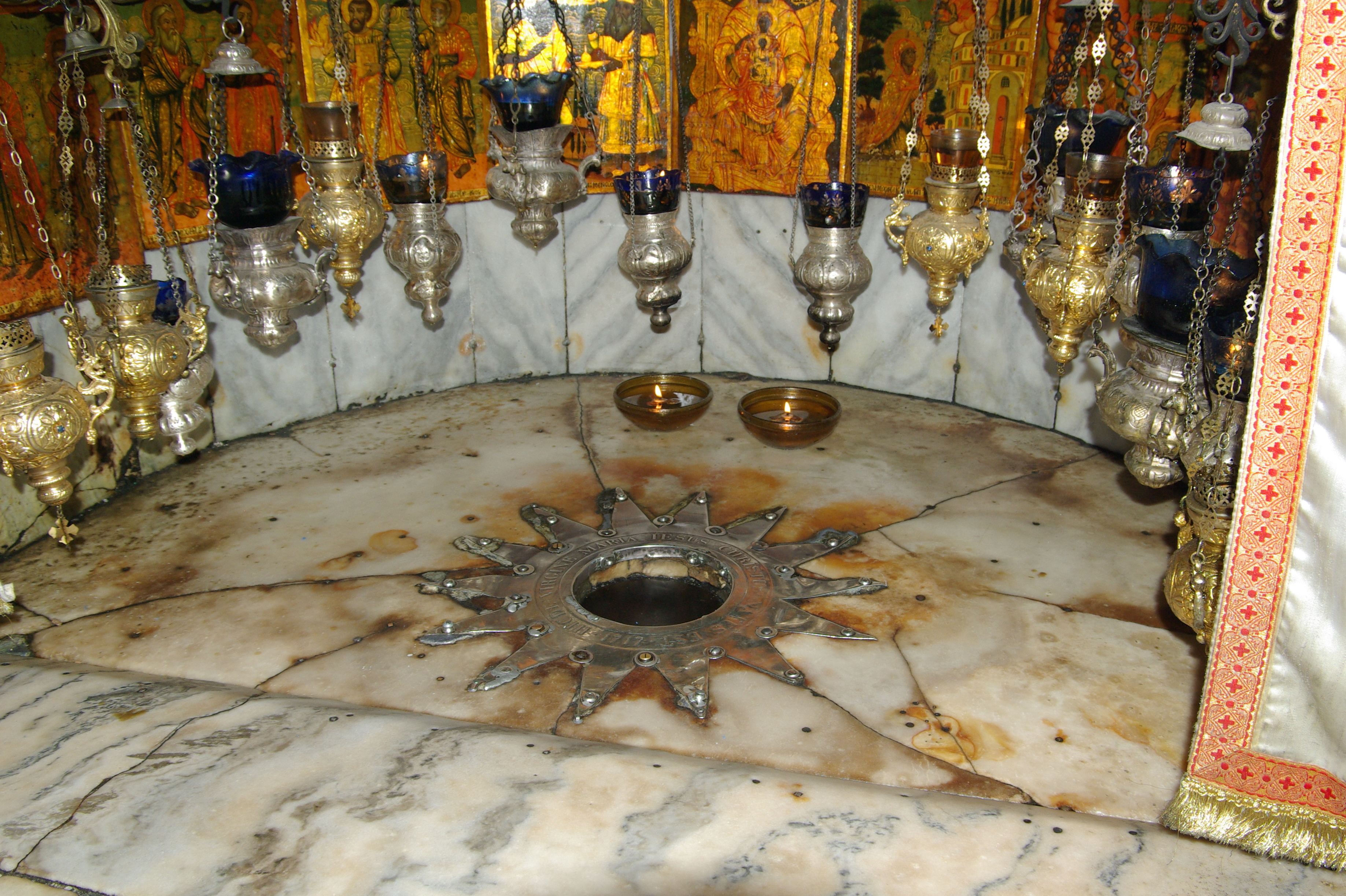
النجمة الفضية، تحت المذبح في مغارة المهد، وتمثل وفق المعتقدات المسيحيَّة البقعة التي وُلد فيها يسوع.

تعتبر الأناجيل الأربعة المصدر الرئيسي لتتبع حياة يسوع. هناك بضعة مؤلفات أخرى تذكره يطلق عليها عامة اسم الأناجيل المنتحلة وقد ورد ذكره أيضًا بشكل عرضي في بعض مؤلفات الخطباء الرومان كشيشرون. بحسب الأناجيل ولد يسوع في بيت لحم خلال حكم هيرودس الكبير، ولا يمكن تحديد تاريخ ميلاده بدقة، بيد أن أغلب الباحثين يحددونه بين عامي 4 إلى 8 قبل الميلاد. يتفق متى ولوقا أنه ينحدر من سبط يهوذا، السبط الرئيس من أسباط بني إسرائيل الإثني عشر. كذلك يتفقان أن هذه الولادة قد تمت بشكل إعجازي دون تدخل رجل، ويعرف هذا الحدث في الكنيسة باسم «الولادة من عذراء». ورغم أنه ولد في بيت لحم إلا أنه قد قضى أغلب سنين حياته في الناصرة.متى 23/2]
تركزت تعاليم يسوع بشكل أساسي في أهمية ترك أمور الجسد والاهتمام بأمور الروح، وشجب بنوع خاص مظاهر الكبرياء والتفاخر البشري، وحلل بعض محرمات الشريعة اليهودية وجعل بعضها الآخر أكثر قساوة كالطلاق، وركز أيضًا على دور الإيمان في نيل الخلاص، وعلى أهمية المحبة.متى 43/5] وتذكر الأناجيل، بشكل مفصل للروايات أو بشكل عام، عددًا كبيرًا من الأعاجيب والمعجزات التي اجترحها. وعيّن يسوع أيضًا اثني عشر تلميذًا ليلازموه،مرقس 13/3] وكان هؤلاء الإثني عشر مختارين من حلقة أكبر كانت تتبعه وتشمل نساءً والرسل السبعين.لوقا 1/10] بحسب العقيدة المسيحية، فإن يسوع وإثر نشاط حافل دام ثلاث سنوات، وخلال تواجده في أورشليم ضمن احتفالات عيد الفصح، قرر مجلس اليهود قتله خوفًا من تحوّل حركته إلى ثورة سياسية تستفز السلطات الرومانية لتدمير الحكم الذاتي الذي يتمتعون به. وتذكر الأناجيل بشيء من التفصيل أحداث محاكمة يسوع أمام مجلس اليهود ثم أمام بيلاطس البنطي ومنازعته على الصليب، حيث صلب المسيح خارج المدينة على تل الجلجثة وقد تبعه ليشهد عملية الصلب جمع كثير، وبعد نزاع دام ثلاث ساعات مات المسيح، وقد رافقت موته حوادث غير اعتيادية في الطبيعة،لوقا 45/23] ودفن على عجل لأن سبت الفصح كان قد اقترب. بحسب الأناجيل أيضًا، قامت بعض النساء من أتباعه فجر الأحد بزيارة القبر فوجدنه فارغًا،لوقا 3/24] بيد أن ملاكًا من السماء أخبرهنّ أن يسوع قد قام من بين الأموات.لوقا 6/24] فذهبن وأخبرن التلاميذ بذلك وما لبث أن ظهر لهم مرّات عدة، واجترح عدة عجائب بعد قيامته أكد لهم خلالها قيامته.يوحنا 25/20]

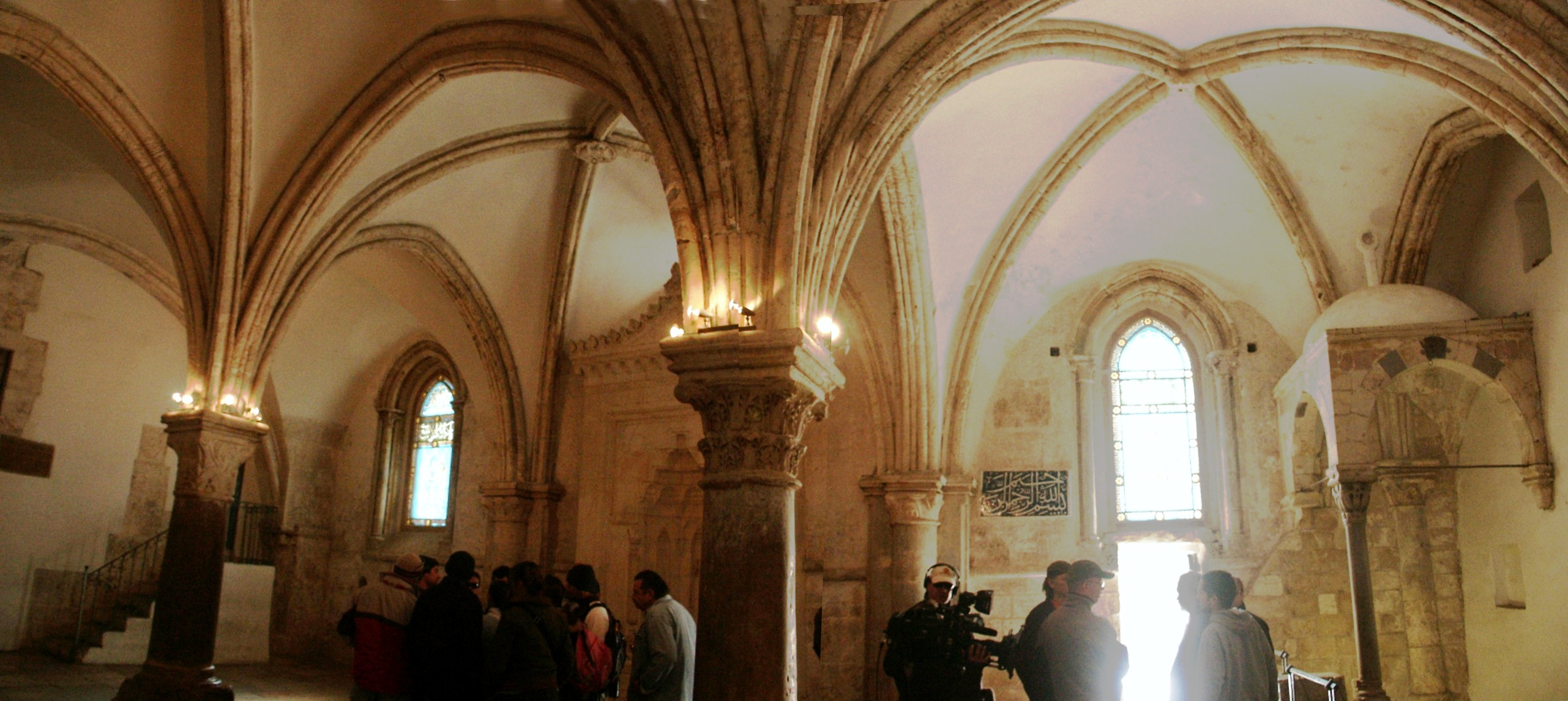
عليّة صهيون، حيث تم العشاء الأخير والعنصرة، وكانت مركز المسيحية المبكرة الأول.

تأسست الكنيسة المسيحية الأولى في القدس سنة 34 ميلادية واختير القديس يعقوب البار أسقفًا لها من قبل المسيحيين الأوائل وجلهم من اليهود المتنصرين. تعرض المسيحيون إلى اضطهاد اليهود لهم منذ البداية واشتدت حدة هذه الاضطهادات أثناء ثورة باركوخبا التي أعلنها اليهود ضد الرومان والتي نجحوا من خلالها ولفترة قصيرة بالاستقلال عن روما. انتهت الثورة باحتلال القدس على يد الإمبراطور هادريان سنة 134 وفقد اليهود خلالها أعداداً كبيرة وغادر المسيحيون من أصل يهودي المدينة. حتى عام 134 كان اليهود المتنصرون هم أصحاب الشأن في كنيسة القدس، بعد ذلك تغلب العنصر الأممي على رئاسة كنيسة القدس مع انتخاب الأسقف مرقس. سرعان ما تعرضت هذه الجماعة المسيحية الأولى للاضطهاد مما اضطرها إلى التشتت في نواحي أخرى من فلسطين شمالًا وجنوبًا. فمن القدس توجه المسيحيون إلى السامرة في الشمال، حيث بشّر هناك فيلبس وذلك بحسب التقاليد المسيحية، وإلى الجنوب؛ غزة وقيصرية واللد ويافا حيث تحّول للمسيحيّة أول شخص من أصول وثنيّة وهو كرنيليوس الذي كان قائد مئة في الجيش الروماني. تعرضت الكنيسة في فلسطين التاريخيّة للاضطهاد على يد الأباطرة الرومانيين، وكان أشدها اضطهاد داقيوس (249-291)، وفاليروس (238)، وديوقليسانيوس (303-313) أشد هذه الاضطهادات كان في عسقلان وقيصرية وغزة.

## مواقع
من الأماكن والمواقع المسيحية المقدسة الموجودة في «الأراضي المقدسة»:
- كنيسة القيامة: أو كنيسة القبر المقدس هي كنيسة داخل أسوار البلدة القديمة في القدس. بنيت الكنيسة فوق الجلجلة أو الجلجثة وهي مكان الصخرة التي يعتقد أن المسيح صلب عليها.[12] وتعتر أقدس الكنائس المسيحية والأكثر أهمية في العالم المسيحي وتحتوي الكنيسة على المكان الذي دفن فيه المسيح واسمه القبر المقدس. سميت كنيسة القيامة بهذا الاسم نسبة إلى قيامة يسوع من بين الأموات في اليوم الثالث من الأحداث التي شبهه للبعض موتة على الصليب، بحسب العقيدة المسيحية. تتقاسم الكنيسة الأرثوذكسية الشرقية والكاثوليكية الأرثوذكسية المشرقية.[13]
- كنيسة المهد: هي الكنيسة التي ولد يسوع في موقعها، وهي تقع في بيت لحم جنوب الضفة الغربية. بناها الإمبراطور قسطنطين عام 335. تعتبر كنيسة المهد من أقدم كنائس فلسطين والعالم والأهم من هذا حقيقة أنَّ الطقوس الدينية تقام بانتظام حتّى الآن منذ مطلع القرن السادس الميلادي حين شيّد الإمبراطور الروماني يوستنيان الكنيسة بشكلها الحالي.[14]
- طريق الآلام: بحسب المعتقد المسيحي هي الطريق التي سلكها يسوع من باب الأسباط إلى كنيسة القيامة عندما قام اليهود بتعذيبه وصلبه.[15][16][17] وفيها عذب وجلد وحمل صليبه بالكامل طوال الطريق، حسب التقليد المسيحي.[18]
- علية صهيون: هي عبارة عن غرفة تقع في مدينة القدس، على جبل صهيون في ذات المبنى حيث يقع ضريح الملك داود.[19][20] يشار اليها أنها الموقع حيث تم فيها العشاء الأخير والعنصرة، إلى جانب كونها مركز المسيحية المبكرة الأول. وصفتها الموسوعة الكاثوليكية بأنها أول كنيسة في العالم.[21] حسب التقاليد المسيحية شهدت علية صهيون عدة أحداث ذكرت في العهد الجديد:[22][23] منها العشاء الأخير،[24] وغسل الأرجل[25] والعنصرة. وللمبنى أهمية في العقيدة المسيحية إذ فيه تأسس كل من القداس الإلهي وسر القربان.[26][27][28][29]
- كنيسة كل الأمم: هي كنيسة موجودة على جبل الزيتون في القدس بجانب بستان جثيماني. وهي تحفظ جزء صخري حيث يعتقد أن يسوع قد صلى هناك في الليل قبيل اعتقاله.[30]
- بازيليكا البشارة: أكبر كنيسة في الشرق الأوسط وتقع في مدينة الناصرة أنشئت حيث كان فيه بيت مريم العذراء، والدة يسوع. وحيث فيه تمت البشارة بحسب المعتقد المسيحي.[31]
- بيت ساحور: طبقاً للتقاليد المسيحية هو الموقع الذي ظهر فيه الملاك لرعاة في المنطقة مبشرًا إياهم بميلاد يسوع، وظهر في إثره جندٌ من السماء حسب المصطلح الإنجيلي، مُسبحين وشاكرين، أما الرعاة فقد زاروا مكان مولده وشاهدوه مع أمه ويوسف وانطلقوا مخبرين بما قيل لهم من قبل الملاك، ولذلك هم أول من احتفل بعيد الميلاد وفق التقليد.[32]
- عين كارم: هي مسقط رأس يوحنا المعمدان، وتضم كنيسة الزيارة بُنيت على شرف زيارة مريم أم يسوع لإليصابات أم يوحنا المعمدان.[33]
- بحيرة طبريا: فيها بشّر وعلّم وأقام يسوع المعجزات حسب العهد الجديد. تقع فيها عدد من الكنائس العامة في العالم المسيحي منها كنيسة التطويبات، الطابغة، وكنائس كفرناحوم.[34]
- كفركنا: وفيها كنيسة عرس قانا حيث أقام يسوع أولى معجزاته حسب العهد الجديد.[35]
- جبل الطور: تقع فيها كنيسة التجلي.[36]
- جبل الكرمل: يقع دير ستيلا ماريس أو دير سيدة جبل الكرمل على سفوح جبل الكرمل في حيفا، وهو دير يتبع للرهبنة الكرملية. وتذكر التقاليد المسيحية أن الدير يضم مغارة اعتكف فيها النبي إيليا أو إلياس حسب التقاليد الشعبية حيث أن إكرام إيليا استمر في موقع المغارة وانتشر النساك في نواحي الجبل.[37][38] ويقع دير المحرقة الكاثوليكي على بعد 2 كيلو متر إلى الجنوب الشرقي من دالية الكرمل، ويقع في موقع المعركة بين النبي إيليا وكهنة الإله بعل، ويتبع الدير الرهبنة الكرمليَّة.
- المغطس: هو المكان الذي تعمد به يسوع على يد يوحنا المعمدان حسب المعتقدات المسيحية.[39]
- جبل نيبو: وفقاً للتقاليد التوراتية هو المكان الذي نظر موسى إلى أرض كنعان في الأردن الغربي، ودُفن فيه.[40]
- جبل الأربعين: طبقاً لرواية العهد الجديد صام فيه يسوع أربعين يومًا وليلة، كما صام من قبله موسى على جبل في برية اليهودية في نواحي صحراء النقب الحالية.
- صفورية: هي مسقط رأس حنة والدة مريم العذراء وجدة يسوع بحسب التقليد المسيحي.[41]
- بئر يعقوب: هو بئر في منطقة بلاطة البلد على أطراف مدينة نابلس، يعتقد أن المسيح شرب من هذا البئر لدى مروره بالسامرة في طريقه من القدس إلى الجليل.[42][43]
- قلعة مكاور: هو الموقع الذي قُتل فيه يوحنا المعمدان على يد الملك هيرودس بحسب التقليد المسيحي.[44]
- دمشق: حسب سفر أعمال الرسل، فإن القديس بولس، تحوّل إلى المسيحية قرب دمشق،أع 9:3] ومنها انطلق في النشاط التبشيري، بعد أن تمّت تدليته في سلة من إحدى نوافذ السور، إذ أراد الحاكم إلقاء القبض عليه وقتله.2كو 11:33] وكانت دمشق قاعدة انطلاق القديس بولس في رحلاته التبشيرية وهو واحد من رسل المسيحية ووكذلك لا تزال آثار كنيسة حنانيا الأقدم ماثلة لحقبة هامة من التاريخ المسيحي.
- مدينة اور: تعد مدينة اور الواقعة في محافظة ذي قار جنوب العراق منشأ الديانات السماوية إذ ولد فيها النبي ابراهيم عليه السلام وقد أقيمت بها أول «صلاة الأديان» حيث صلى فيها العديد من ممثلي الأديان ترأسها البابا فرنسيس بابا الفاتيكان سنة 2021م.

## صور

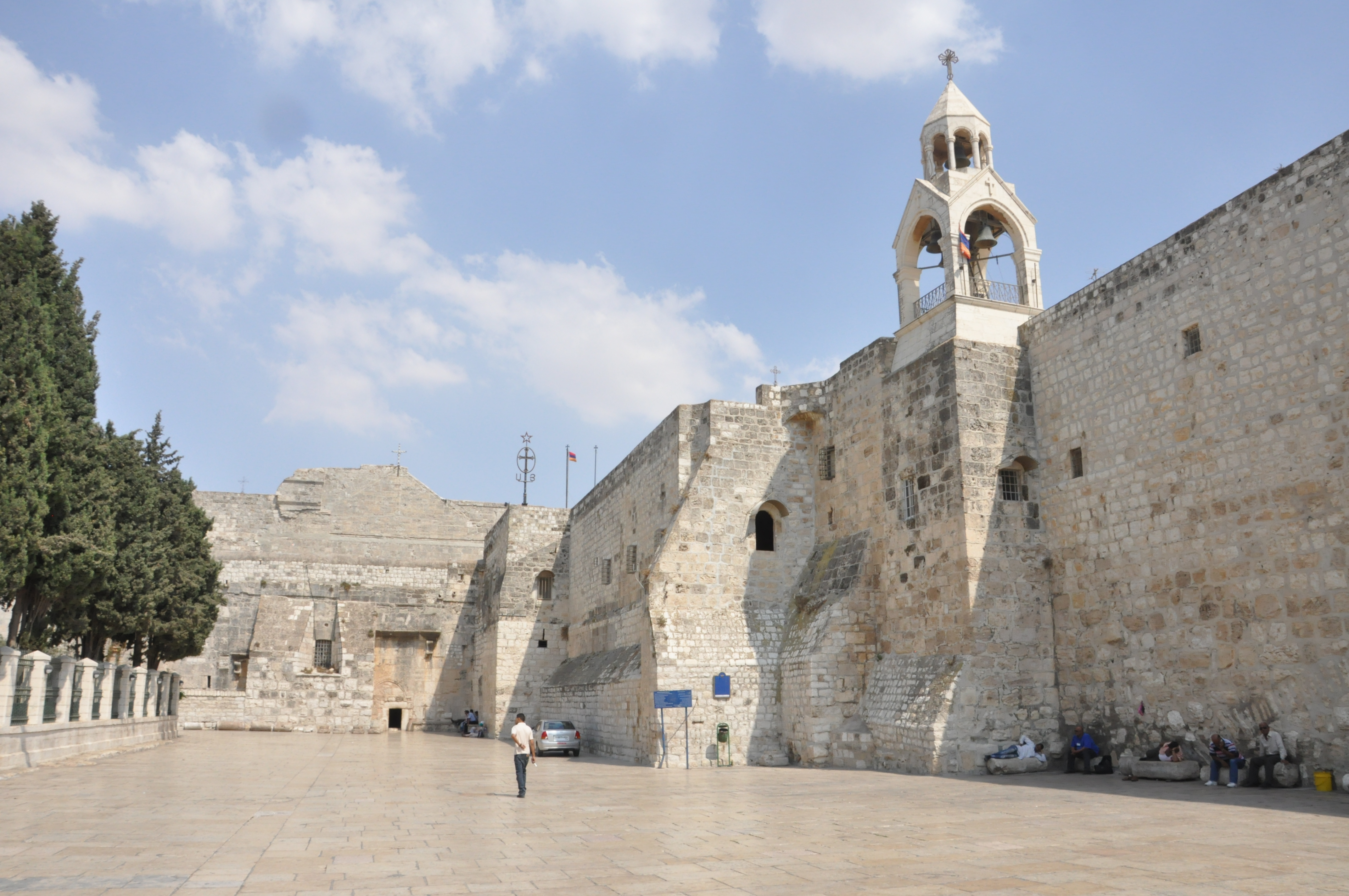
كنيسة المهد، في مدينة بيت لحم
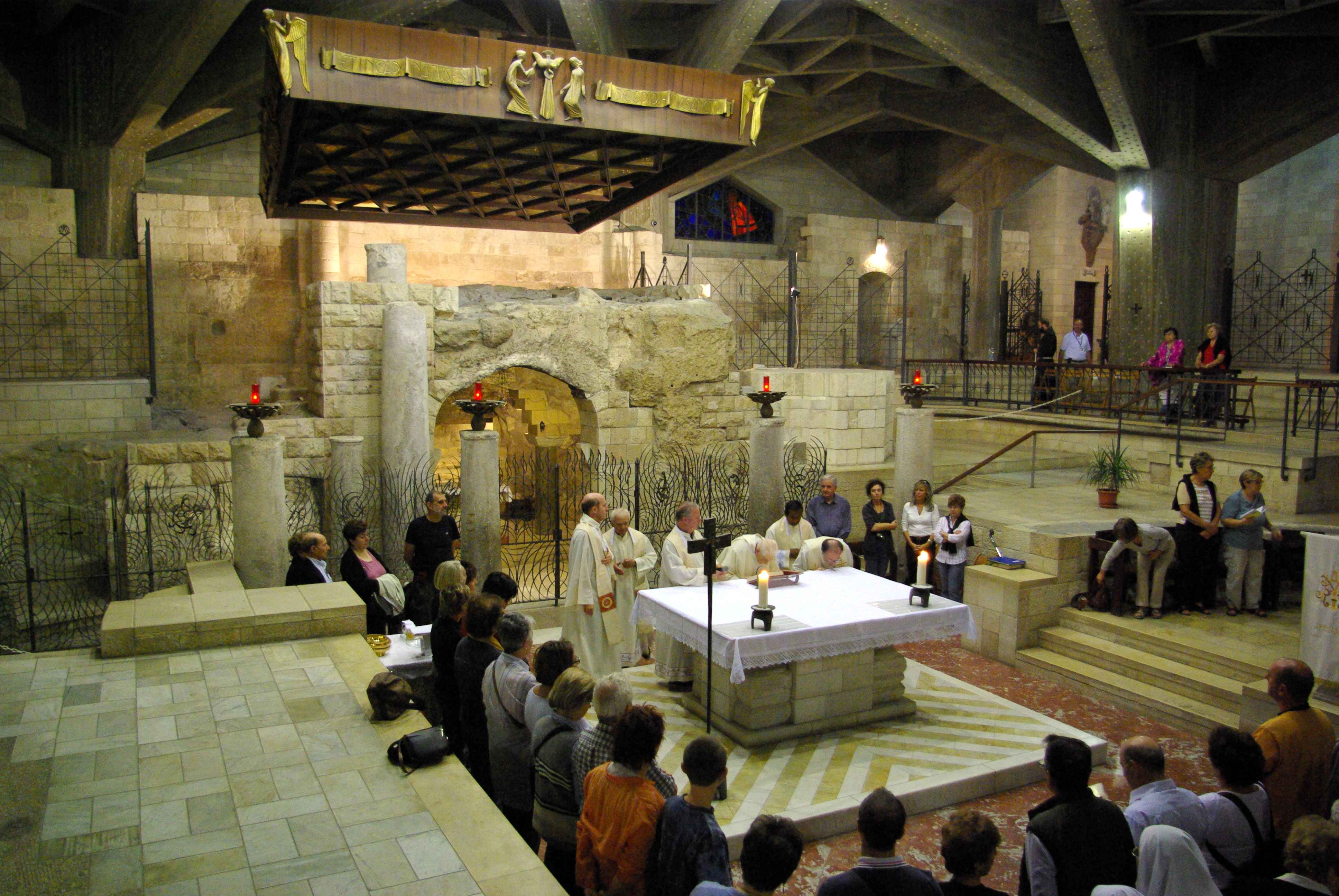
مغارة بازيليكا البشارة في مدينة الناصرة
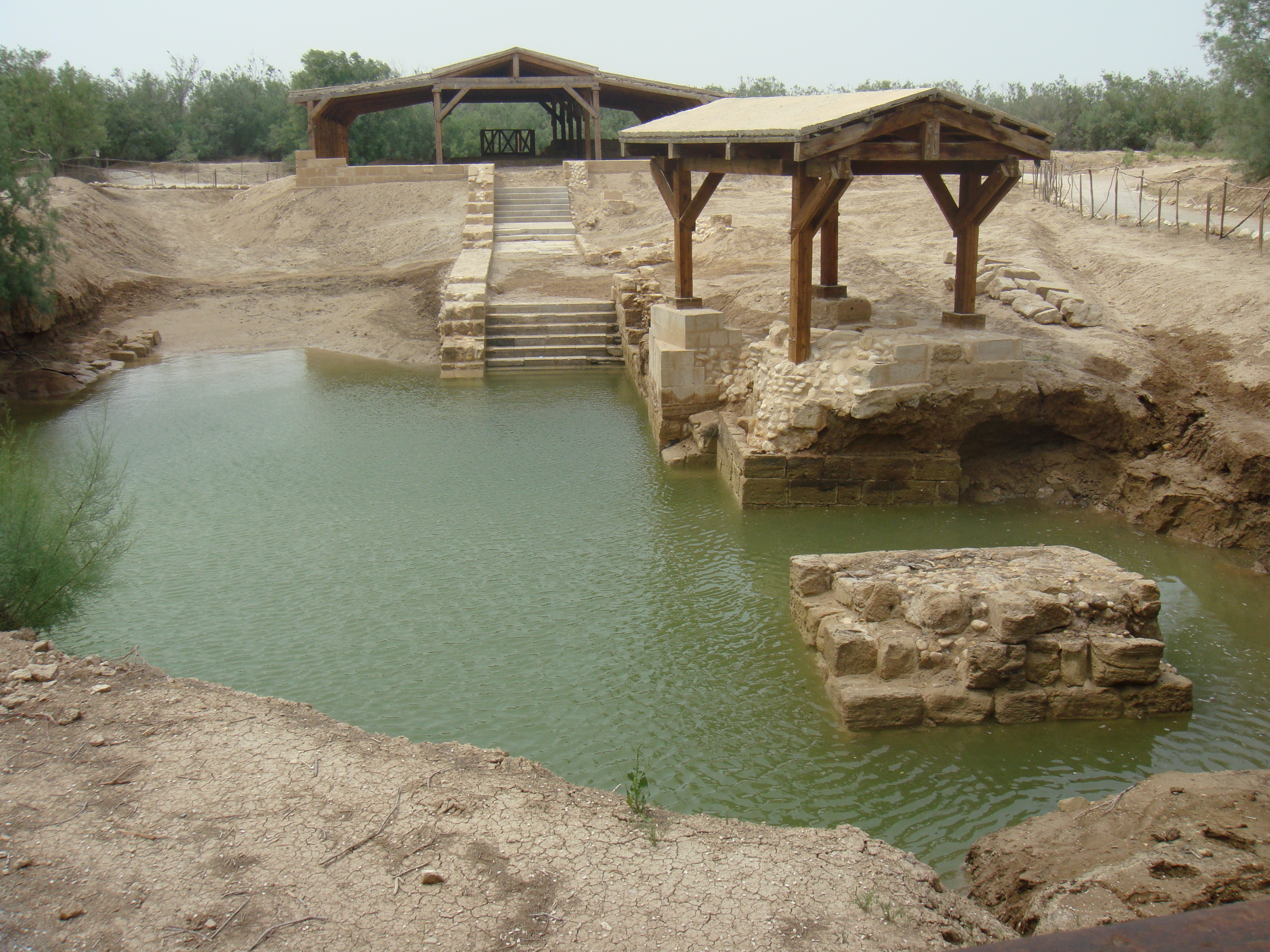
المغطس في نهر الأردن
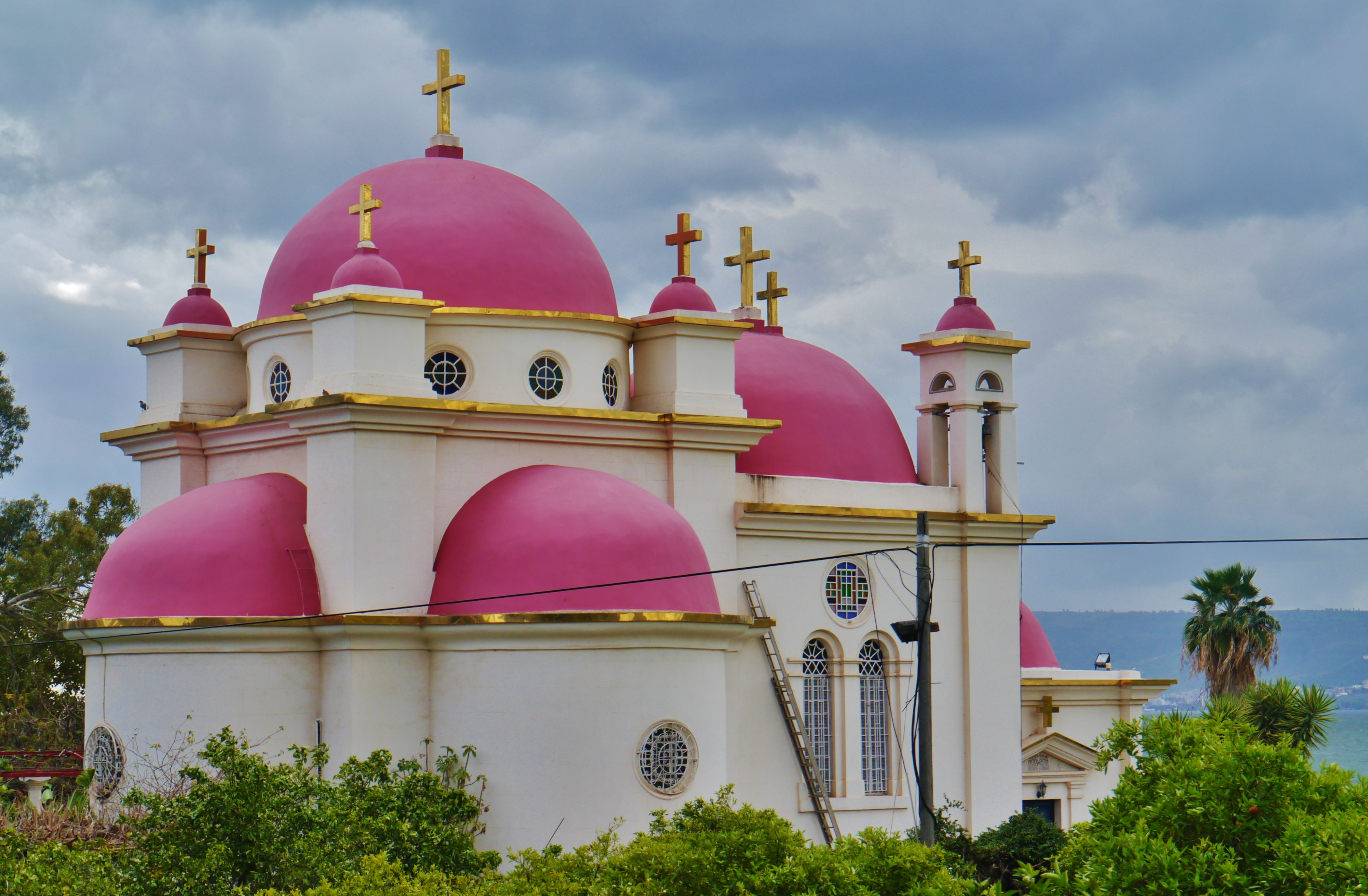
كنيسة أرثوذكسية في مدينة كفرناحوم
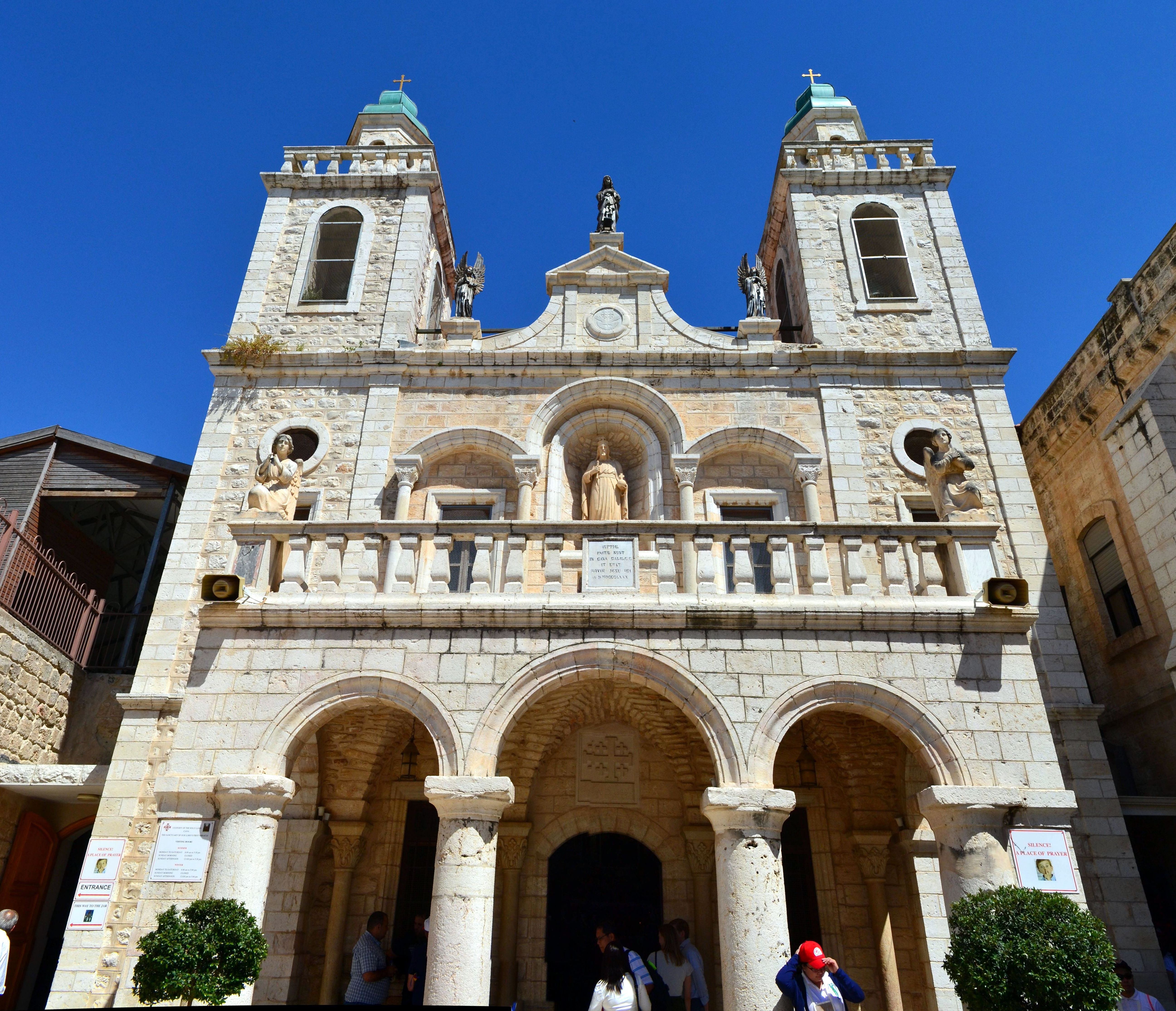
كنيسة عرس قانا في مدينة كفركنا
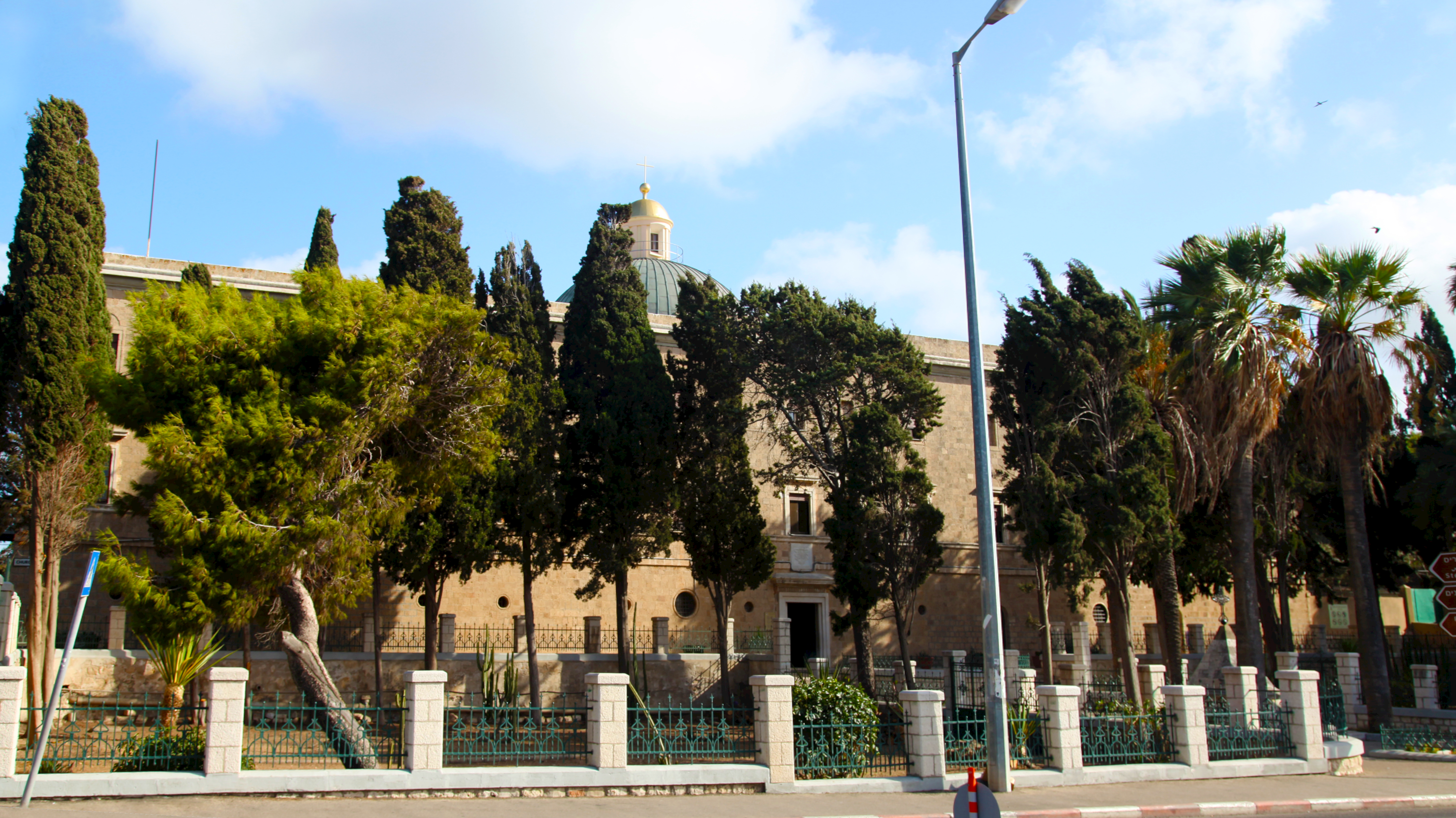
دير ستيلا ماريس في جبل الكرمل
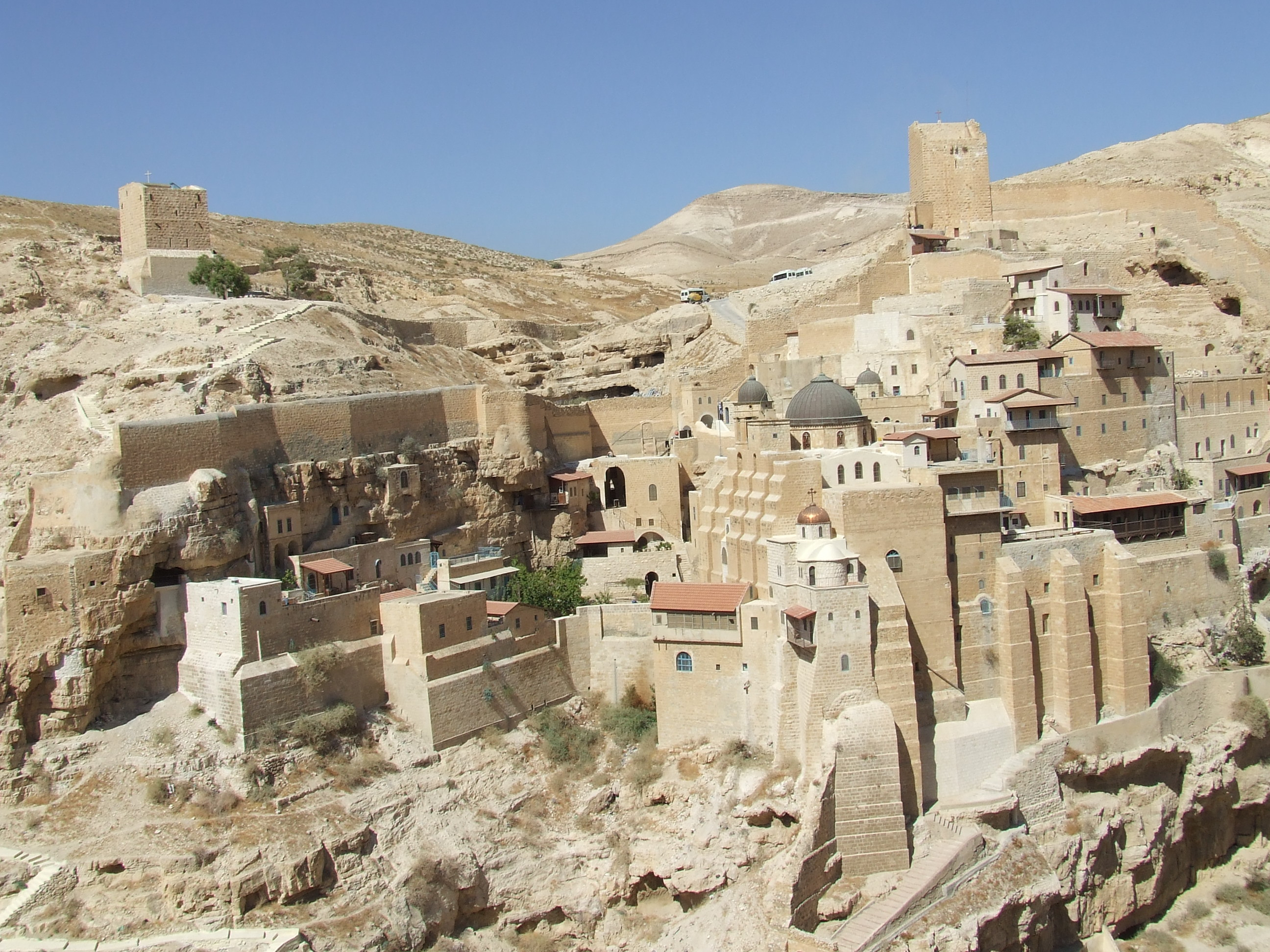
دير مار سابا في وادي الجوز
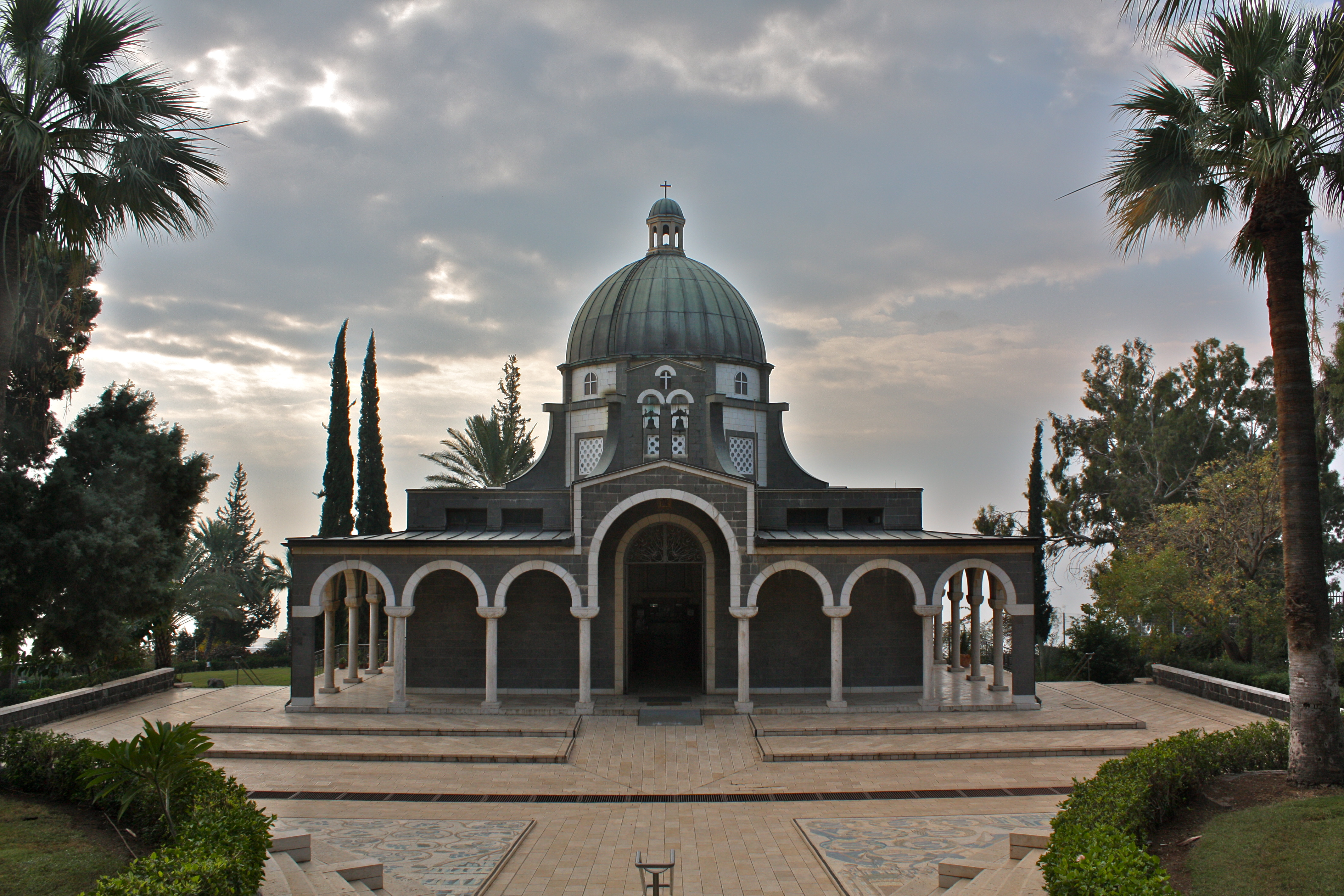
كنيسة التطويبات في الطابغة
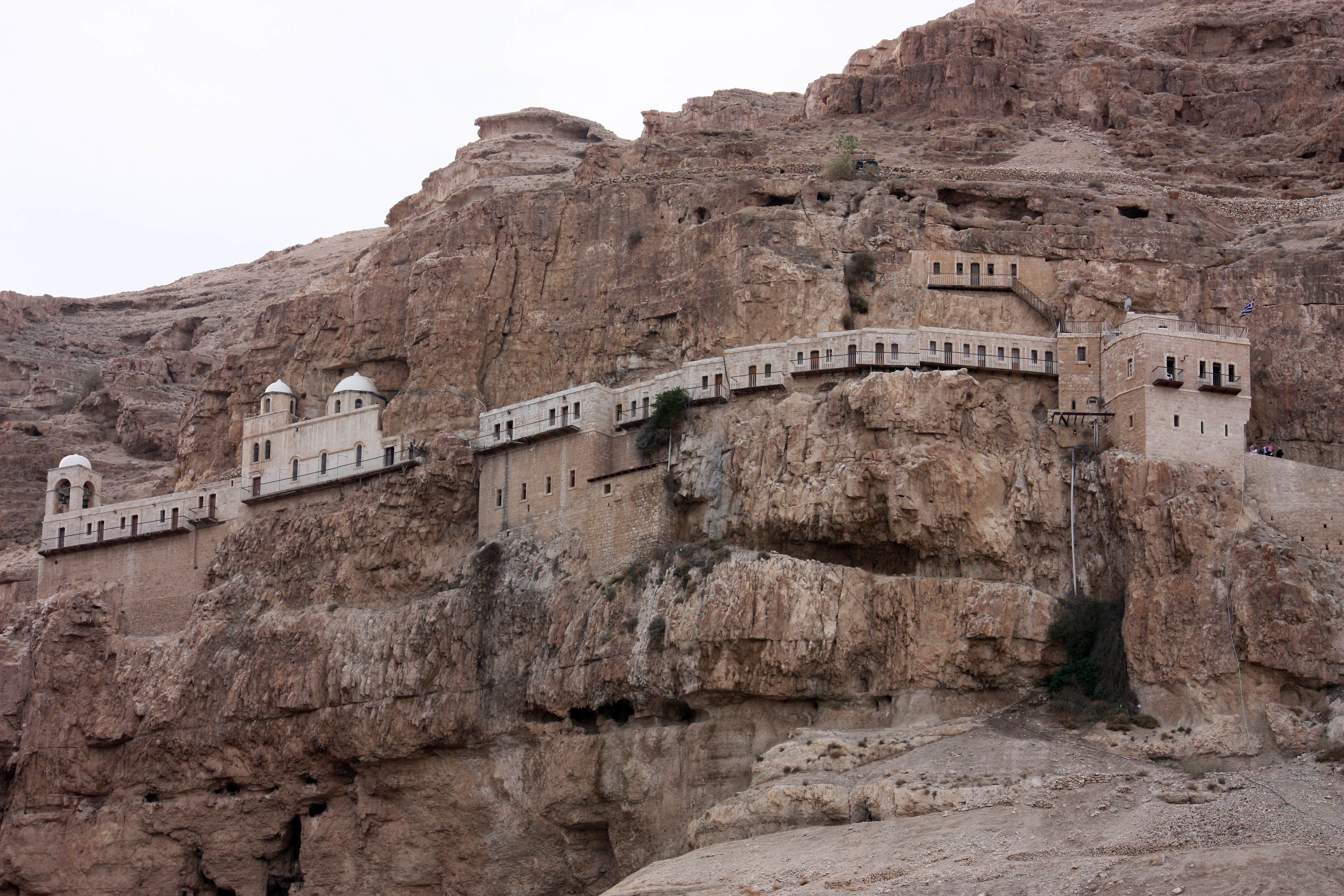
دير قرنطل في أريحا
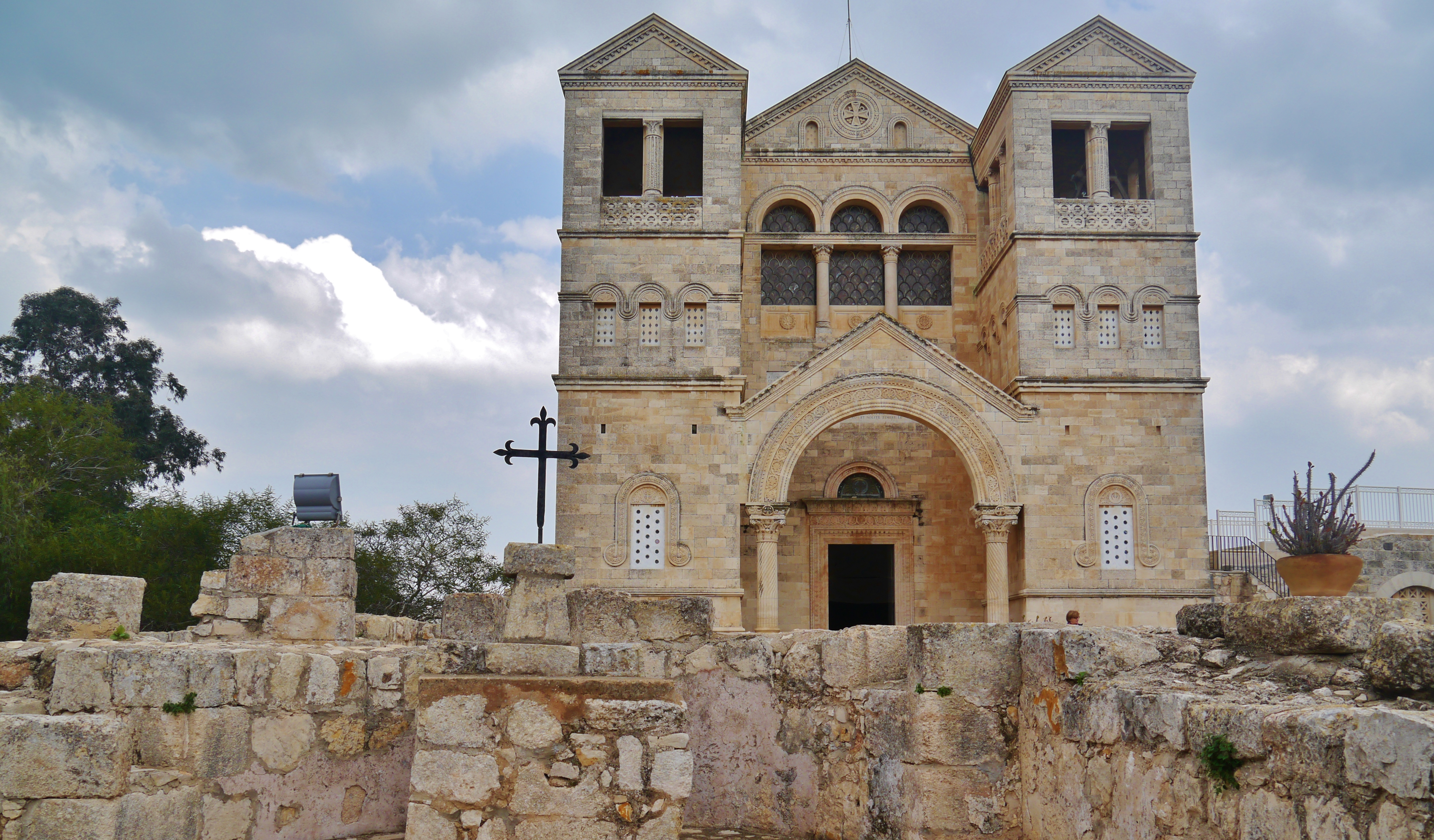
كنيسة التجلي في جبل الطور